# Kolarängen

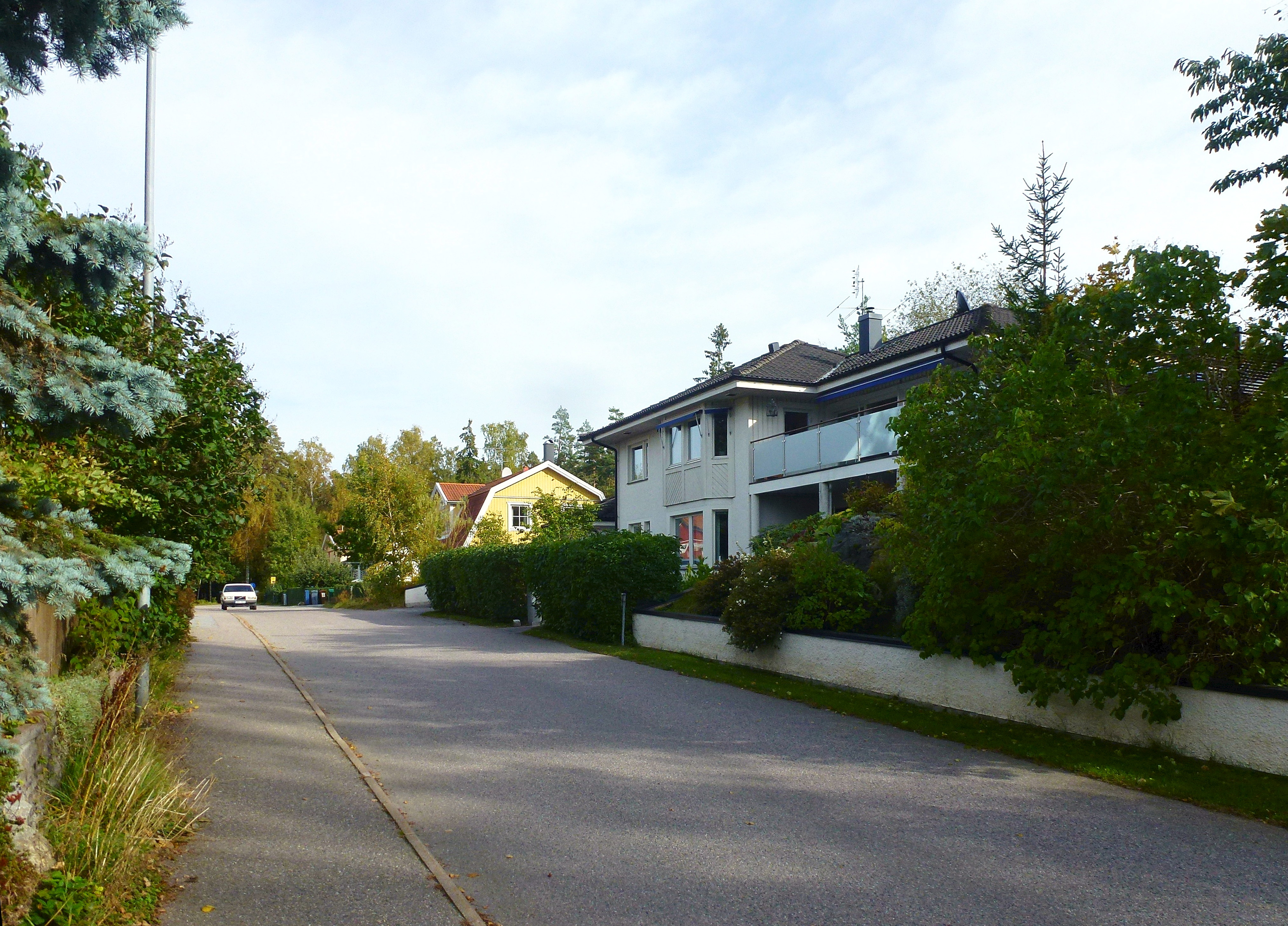
Blandad villabebyggelse i Kolarängen.

Kolarängen är ett bostadsområde i norra delen av kommundelen Älta i södra Nacka kommun.

## Historik
Kolarängen har sitt namn efter torpet med samma namn alternativt hette stället Kolartorpet som låg vid Ältasjön. Byggnaden finns inte längre kvar men redovisas på en karta från 1699. Det finns flera platser kring Älta där kolning bedrevs som var en viktig sysselsättning i södra Nacka. Vid Nacka ström fanns en hammarsmedja som cirka 1558 anlades på initiativ av Gustav Vasa. Anläggningen krävde stora mängder träkol.
Dagens Kolarängen ligger på ömse sidor om Ältavägen. Bebyggelsen härrör huvudsakligen från 1950- till 1970-talen och består av villor, men det finns även radhus och parhus. Det finns tre förskolor i området. Närmaste skola är Älta skola som invigdes 1919. Söder om Kolarängen ligger naturreservatet Älta mosse – Strålsjön och i nordväst gränser Kolarängen till Nackareservatet.